# Short Stirling
Шорт Стірлінг (англ. Short S.29 Stirling) — британський чотиримоторний важкий бомбардувальник часів Другої світової війни розробки компанії Short Brothers. «Шорт Стірлінг» став першим із трійки британських чотиримоторних бомбардувальників, які взяли участь у Другій світовій війні, і розроблявся він з 1936 року. Але, на відміну від Авро «Ланкастера» і «Галіфакса», які початково проектувались як двомоторні літальні апарати, створення «Стірлінга» здійснювалось за специфікацією В. 12/36 як чотиримоторного бомбардувальника.
Перші ескадрильї отримали на озброєння новітні літаки на початку 1941 року і з початку експлуатації щиро сприймалися англійськими льотчиками за непогані льотні характеристики. Проте, вже з другої половини 1943 року важкі бомбардувальники «Шорт Стірлінг» відійшли з основної арени, їх стали використовувати тільки в ролі допоміжних або в нагальних ситуаціях, коли більш сучасних та ефективних бомбардувальників «Ланкастерів» і «Галіфаксів» не вистачало для виконання завдань зі стратегічного бомбардування Німеччини. Важливу роль у цій дискримінації відіграло рішення британського міністерства авіації щодо обмеження розмаху крил «Стірлінгів», а з часом це стало однією з ключових проблем для літака. Згодом, їх стали використовувати тільки для другорядних завдань, як-то повітряне мінування німецьких морських портів і ВМБ, доставляння вантажів сухопутним військам, що наступали в Західній Європі, буксування планерів тощо.

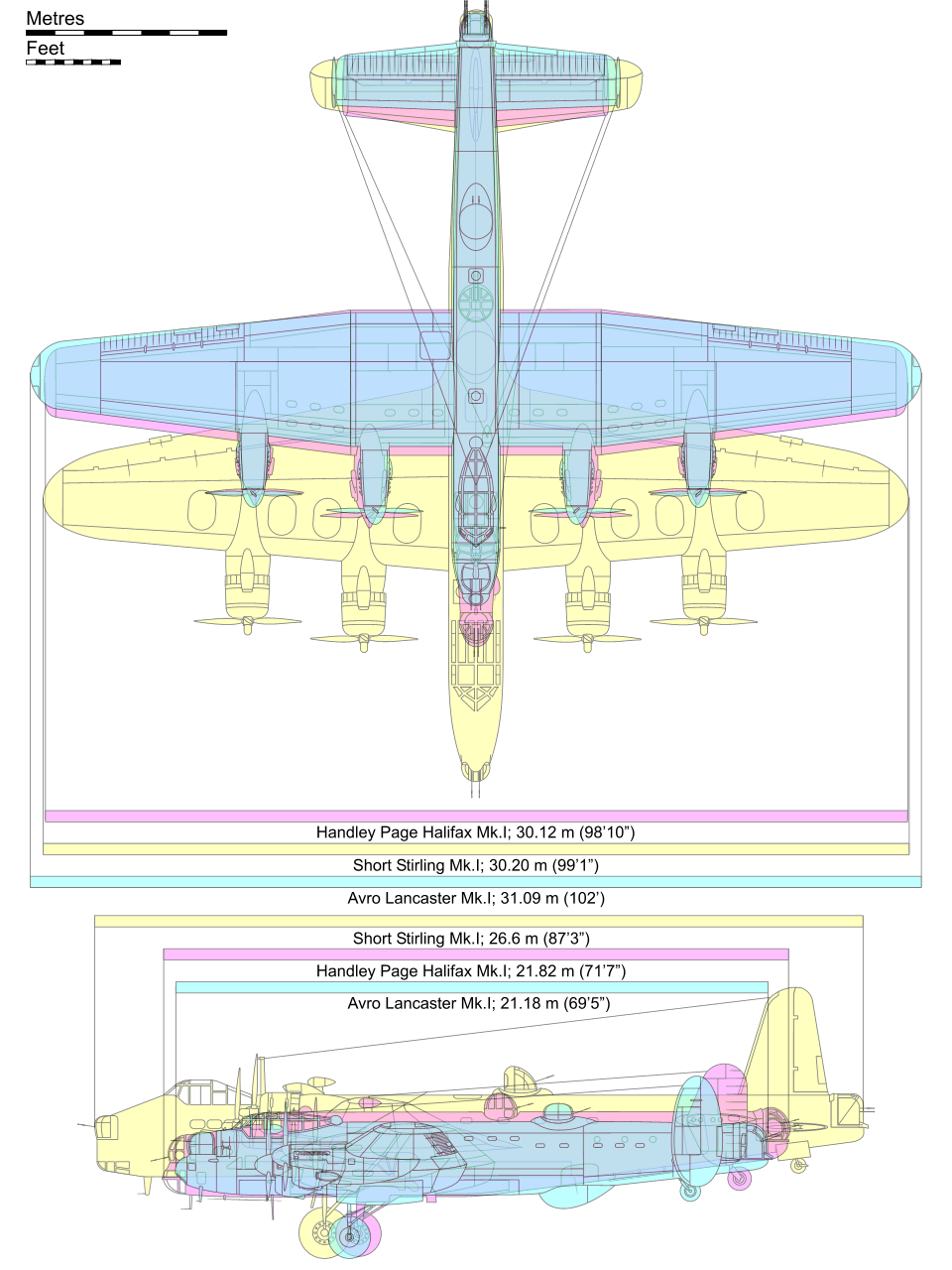
- Канарковий— «Шорт Стірлінг»
- Голубий— «Ланкастер»
- Геліотроп— «Галіфакс»

Тому, не дивно, що практично відразу після завершення воєнних дій на Європейському театрі війни, «Стірлінги» були зняті з озброєння Королівських ПС, на їхнє місце прийшли «Йорки», похідна від конкурента «Стірлінга» «Ланкастера». Деякий час вони перебували ще на озброєнні єгипетських повітряних сил, але дуже недовго. Одиниці з них стали цивільною версією літака.

## Історія

### Створення
На середину 1930-х років британські повітряні сили виявились такими, що крім застарілого часів Першої світової війни літака «Хендлі-Пейдж» V/1500, важкого бомбардувальника в її лавах просто не було. Тому, у 1936 році штаб британських Повітряних сил видав завдання авіаційній промисловості щодо створення дальнього чотиримоторного бомбардувальника за проектом В.12/36. Вимоги завдання включали швидкість не менше 370 км/год, дальність 4 800 км при бомбовому навантаженні 3 630 кг або на дальність 3 218 км з навантаженням 6 350 кг. У бомбовому відсіку повинні були уміщатися бомби калібром до 908 кг (більших в Англії тоді не було). При цьому допускався зліт за допомогою допоміжних пристроїв, наприклад, катапульти. Екіпаж літака складався з шести осіб. Згідно з завданням, машина могла використовуватися і в транспортній версії, перевозячи 24 солдати. На озброєнні мали бути встановлені три індивідуальні кулеметні установки для самооборони бомбардувальника (носові, середні та хвостові).
Основним концептом такого замовлення було те, що літак мусив бути спроможним перекидати повітрям війська до найвіддаленіших кутків величезної Британської імперії, а потім підтримувати їх, як бомбардувальник. Більш того, він мав за задумом замовників бути легким у виробництві, розкладним та таким, що легко перевозився усіма наявними транспортними засобами: повітряними, залізницею, морем.
На завдання авіаційного командування відгукнулося багато літакобудівних фірм, однак, для побудови дослідних зразків міністерство авіації відібрало всього два варіанти. Один запропонувала фірма «Шорт», а другий — «Супермарін». Останній так ніколи і не піднявся в небо, в 1940 році недобудований літак знищили німецькі бомбардувальники.
Проект S.29 фірми «Шорт» призвів до появи бомбардувальника, пізніше названого «Стірлінг». Цей літак був типовий, для того часу, суцільнометалевий, вільнонесучий моноплан з чотирма зіркоподібними моторами «Бристоль Геркулес». Одночасно з цим машина мала досить своєрідний вигляд. Закладене в завданні обмеження розмаху крил до 30,5 м (щоб бомбардувальник входив у типовий ангар) при значній злітній вазі призвело до того, що «Стірлінг» з довгим фюзеляжем відрізнявся незвично коротким і широким крилом, що сильно вплинуло на льотні характеристики літака.
Авіаційний інженер та конструктор К. Ліпском створив літак, який на перший стадії становив поєднання довгого фюзеляжу прямокутного перетину з розташованим посередині крилом розмахом 34,4 м, яке взяли від літаючого човна «Сандерленд», однокільовим оперенням і двигунами «Госхоук» компанії «Роллс-Ройс». З часом зупинили свій вибір на користь перспективних двигунів повітряного охолодження «Бристоль Геркулес».
При конструюванні та підготовці до перших випробувань розробники літака пішли незвичайним шляхом — для проведення іспитів літального апарата майбутнього важкого бомбардувальника вирішили побудувати суцільнодерев'яний дослідний літак S.31, який був вдвічі менше за реальні розміри бомбардувальника. Силовою установкою на ньому були чотири 90 к. с. (67 кВт) двигуни «Ніагара» фірми «Побджой», для проведення аеродинамічних досліджень конструкції: 19 вересня 1938 року він вперше злетів у повітря у Рочестері. Пізніше його переоснастили більш потужними, 115 к. с. (86 кВт) двигунами «Ніагара», і він здійснив понад 100 польотів, поки аналог не розбили в 1943 році.
14 травня 1939 року здійснив свій перший політ повноцінний прототип літак S.29, незабаром названий на честь шотландського міста Стерлінг. Цей літак був оснащений чотирма радіальними двигунами «Бристоль Геркулес» II потужністю 1375 к. с. Однак, у першому ж польоті 14 травня 1939 року літак зазнав аварії. Після короткого успішного польоту на пробігу лопнула арка в стійці шасі, вироблена з алюмінієвого сплаву, що призвело до блокування гальм. Швидкість ще не була погашена, і літак просто зніс обидві стійки шасі, причому удар був такої сили, що відірвало лівий внутрішній двигун. Відновлювати машину не стали й прототип списали.
3 грудня 1939 року у повітря піднявся другий прототип бомбардувальника, в якому було повністю перероблена система шасі. Тестові польоти проходили успішно, хоча дальність польоту і практична стеля виявились дещо нижчими розрахункових.
Навесні 1940 року перша серійна машина у своєму першому польоті здійснила аварійну посадку на трьох моторах. Випробування довели, що злітна дистанція при максимальній вазі в 26 тонн становить 585 метрів, а для досягнення 15-метрової висоти потрібно вже 1 280 метрів. Це перевищувало контрактні вимоги більш ніж удвічі. Швидкість звалювання дорівнювала 172 км/год. — занадто багато на ті часи. Висотні дані виявилися розчаровуючи низькими. Стеля бомбардувальника була всього 4,5 кілометри, а швидкопідйомність падала від 270 м/хв. на рівні моря до 50 м/хв. на 3-кілометровій висоті. Причиною визнали недостатню потужність двигунів «Бристоль Геркулес» II, це дозволило сподіватись, що з майбутніми більш потужними двигунами недоліки буде виправлено.
Водночас, новий літак продемонстрував багато позитивних якостей. Особливо виділялася його стійкість по всіх трьох осях і разом з тим чудова маневреність. При ознайомленні нових екіпажів з літаком, пілоти-випробувачі фірми «Шорт» демонстрували вражаючу маневровість величезної машини: при проході над льотним полем на максимальній швидкості льотчик задирав ніс літака, переводячи його у вертикальний набір висоти. Через деякий час бомбардувальник застигав нерухомо, «стоячи на хвості», потім повільно опускав ніс і легко переходив у горизонтальний політ.

### Виробництво
Ще до Мюнхенської угоди, авіабудівна компанія Шорт отримала замовлення на перші літаки «Стірлінг», кожне на 100 одиниць. Проте, по результатах підписаної в Мюнхені 30 вересня 1938 року угоди замовлення на «Стірлінги» згодом склали 1 500 машин, а контракти на виробництво згодом видали «Остін Моторс» у Лонгбріджі (Бірмінгем) і «Рутс» у Сток-он-Трент; виробництво «Стірлінгів» розподілили більш ніж по 20 заводах, але спочатку воно розгорталось дуже повільно, так як пріоритет віддавався виробництву винищувачів. Іншим фактором, який стримував початкове виробництво, було руйнування деякої кількості вироблених «Стірлінг» на складальних лініях, коли заводи в Рочестері і Белфасті піддалися бомбардуванню в серпні 1940 року.
Однак виробництво поступово налагоджувалось і до кінця 1941 року британські заводи надали понад 150 «Стірлінгів» своїм Повітряним силам. В експлуатації «Стірлінги» заслужили популярність у своїх екіпажів своєю маневреність — дуже корисна якість, коли тебе атакують німецькі винищувачі. Один з важких бомбардувальників одночасно заробив собі прізвисько «бомбардувальник-винищувач», коли «Стірлінг» 218-ї ескадрильї повертався з нічного рейду та його атакували 4 німецьких нічних винищувачі, і, збивши три з них, пошкоджений, він благополучно повернувся на базу.

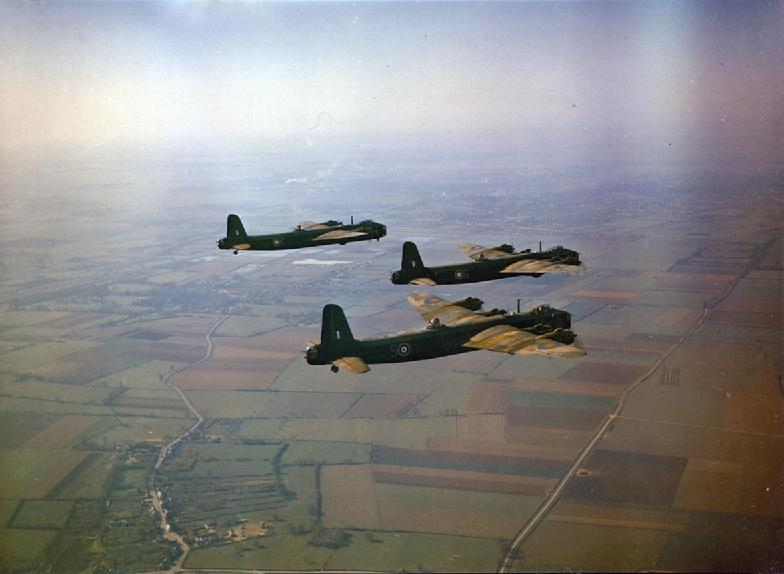
«Стірлінги» у небі над Англією. Квітень 1942

У 1941 році планувався запуск виробничої лінії «Стірлінгів» у Канаді, але укладений тоді контракт на 140 машин так і не був реалізований. Цей «Стірлінг» Мк. II оснащувався двигунами «Циклон» R-2600 по 1600 к. с. (1193 кВт) фірми «Райт», з якими побудували два прототипи, допрацювавши з версії Мк. I.
На «Стірлінг» Мк III встановили 1 635 к. с. (1 219 кВт) двигуни «Геркулес» VI або XVI; крім невеликої надбавки потужності головною перевагою цього двигуна була простота обслуговування. На Мк. III також змонтували нову верхню турель, більш обтічну, ніж незграбна модель на Мк. I, а також справили деякі внутрішні зміни.
На піку виробництва, в середині 1943 року випускалося до 80 «Стірлінгів» на місяць, а останні, побудовані як бомбардувальники, закінчили будівництво восени 1944 року.

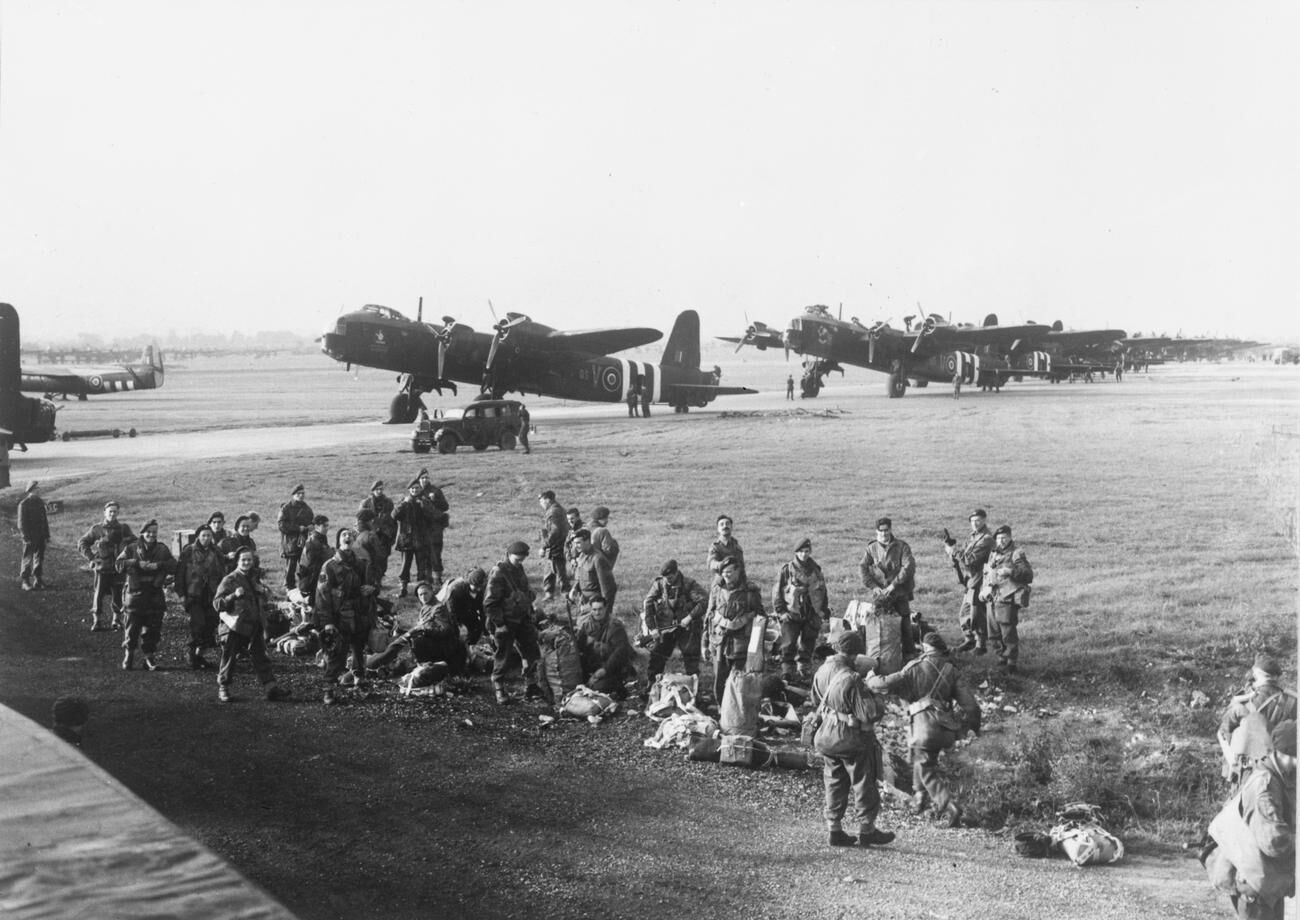
Британські важкі бомбардувальники «Стірлінг» Мк. IV на авіабазі Фейрфорд перед зльотом в операції «Маркет Гарден». Вересень 1944

Загалом літаки вироблялись на заводах:
- «Шорт» у Рочестері — 545 літаків;
- «Шорт енд Гарланд» в Белфасті — 1218 літаків;
- «Остін Моторс» — 620 літаків.

### Бойове застосування
2 серпня 1940 року перший «Стірлінг» Мк. I поступив на озброєння 7-ї ескадрильї Бомбардувального командування на авіабазу Ліімінг у Північному Йоркширі. Тридцять днів по тому німецькі бомбардувальники «Дорньє-17» атакували завод фірми «Шорт» у Рочестері, знищивши декілька «Стірлінгів» у складальному цеху. Необхідність уберегти виробництво від повторних атак змусила перевести збірку машин в Північну Ірландію. Однак в кінці вересня бомбардувальники «Хейнкель» He 111 з елітної 100-ї ескадри здійснили наліт на Белфаст. Цього разу у складальному цеху згоріли п'ять «Стірлінгів». Крім того, їхнє поставляння до стройових частин було дуже повільним через надзвичайну завантаженість авіазаводів будівництвом винищувачів. До кінця року перша і поки єдина 7-а ескадрилья отримала тільки 15 бомбардувальників.
Через надзвичайну важливість літаків цього класу для Королівських повітряних сил, надходження «Стірлінгів» на озброєння перебувало на особистому контролі британського прем'єра. Для першого удару Черчилль заздалегідь призначив головну ціль — Берлін. Але потреби війни змусили вперше використовувати новий бомбардувальник на менш престижному, ніж столиця рейху, об'єкті. Увечері 10 лютого 1941 року три «Стірлінги» скинули 54 500-фунтових фугасних бомби на нафтові баки в Влардінгені поблизу Роттердамському порту. Місія пройшла без втрат. 17 березня кілька нових бомбардувальників здійснили денний наліт на Емден. 27 березня 1941 року «Стірлінги» з'явилися вперше в небі ворожої столиці.

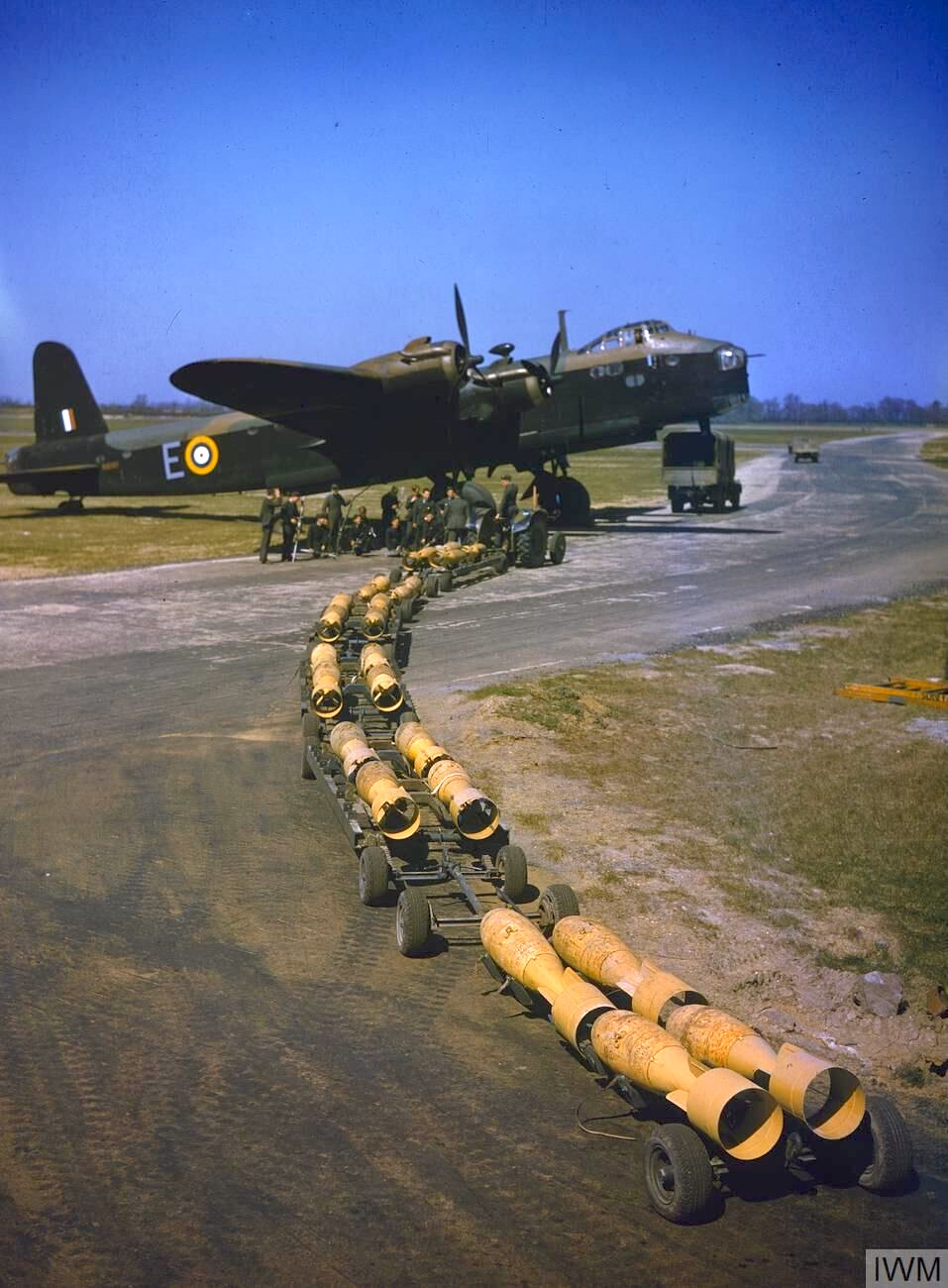
Завантаження авіаційних бомб на «Стірлінги». 1941

1 липня 1941 року почалася операція «Циркус», метою якої британське командування визначало максимально відвернути зі Східного фронту винищувачі Люфтваффе з огляду на неспроможність ВПС РСЧА протистояти їм. Але і на Західному фронті в цей момент перебувало дві винищувальні ескадри, причому одна вже отримала перші новітніші «Фокке-Вульфи». Тому вперше вжиті британськими Повітряними силами великомасштабні наступальні дії не дали очікуваного ефекту. Швидше навпаки — британці зазнали суттєвих втрат. Тим часом «Стірлінг» проявив себе як літак, здатний витримати багато пошкоджень. Так, 18 липня над Ла-Маншем «Стірлінг» 7-ї ескадрильї був атакований «Мессершміттом», який відстріляв у нього практично весь боєкомплект своєї новітньої 20-мм гармати «Маузер МО 151». Літак впав тільки після сьомого заходу.

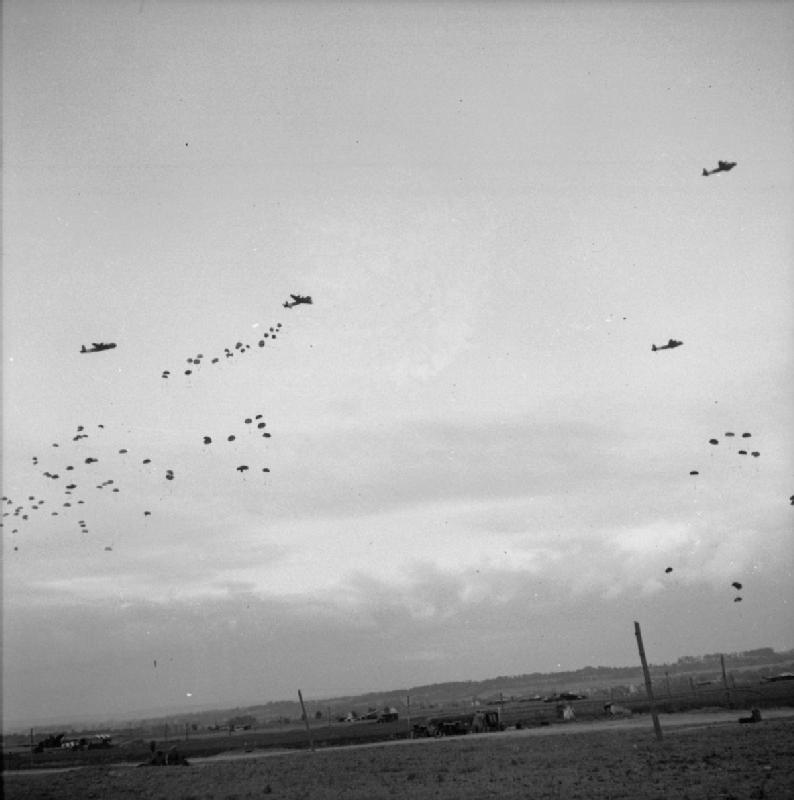
Десантування «Стірлінгами» вантажів британським парашутистам 6-ї повітряно-десантної дивізії на землі. Район Сент-Обен-д'Аркене. 23 червня 1944

З червня по грудень 1941 року чимало «Стірлінгів» було втрачено під час нальотів на французькі порти, де базувалися німецькі лінкори «Шарнхорст» і «Гнейзенау». Пілоти доповідали про ушкодження, завдані противнику, зокрема, 23 липня вдалось добитись прямого влучення 2000-фунтової напівбронебійної бомби в «Шарнгорст», але корабель залишився на плаву.
Після нальотів німецьких бомбардувальників на авіабудівні заводи Великої Британії виробництво найбільш складних і дорогих літаків було вирішено розгорнути в Канаді. Поряд з «Ланкастерами» планувалося побудувати там близько 150 «Стірлінгів», що відрізняються від попередників американськими двигунами повітряного охолодження «Райт Циклон» потужністю по 1600 к. с. Ці бомбардувальники отримали найменування «Стірлінг» Мк. II.
У серпні 1941 року на «Стірлінг» переозброїли 15-у ескадрилью Королівських ПС, а до кінця року нові бомбардувальники отримала 18-а ескадрилья. У цілому наприкінці року британська авіація мала 150 важких бомбардувальників «Стірлінг».
Протягом 1941 року «Стірлінг» залучалися для ударів по індустріальних центрах (заводи «Фіат» в Турині, порт в Генуї) у Північній Італії. Зважаючи на низьку бойову стелю, екіпажам доводилося пілотувати бомбардувальники не «через», а «крізь» Альпи, маневруючи між гірських вершин.

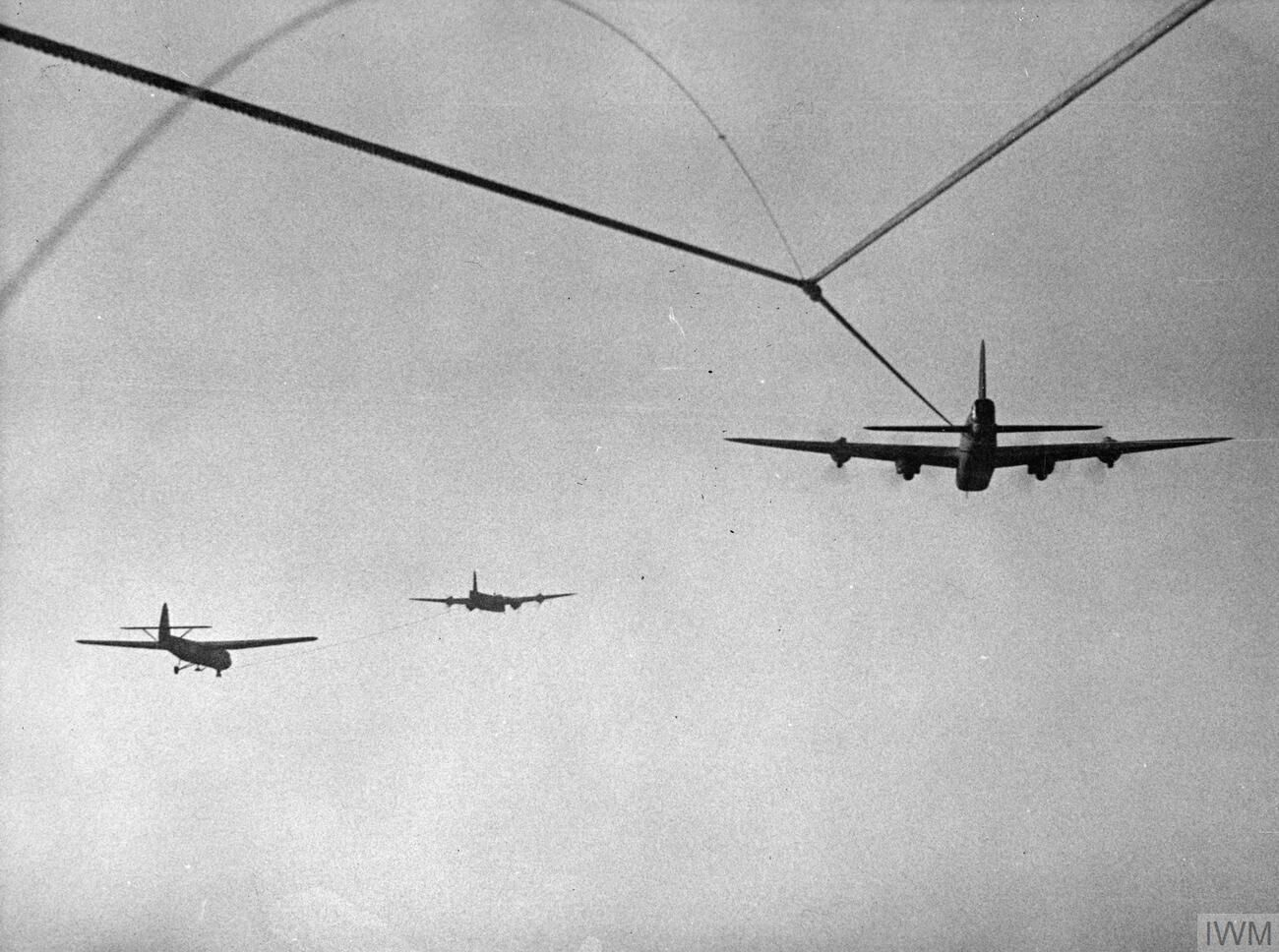
Буксування «Стірлінгами» планерів «Хорса». Рейнська повітряно-десантна операція. 1945

З березня 1942 року і до кінця війни «Стірлінги» використовувалися для мінних постановок на шляхах конвоїв противника, в основному в Данських протоках. З збільшенням кількості бомбардувальників, зростало і їх використання. В ніч 25-26 квітня в нальоті брало участь 38 «Стірлінгів», а в першому нальоті «1000 бомбардувальників» 31 травня вже 88. Окрім Німеччини продовжувались бомбардування французьких портів та італійських міст. 
На початку 1942 року компанія «Шорт» модернізувала бомбардувальник, оснастивши його більш потужними двигунами Бристоль «Геркулес VI» по 1 635 к. с. Випробування, проведені в червні 1942 року, показали деякий приріст швидкісних і висотних характеристик, причому швидкопідйомність зросла вдвічі, хоча в абсолютному значенні вона як і раніше становила досить скромну величину в 90 м/хв на висоті 3 600 м. У січні 1943 першою отримала нові «Стірлінги» 15-а ескадрилья. До березня було побудовано не менше 75 бомбардувальників цього типу.
Ввечері 23 липня 1943 року масованим нальотом більш ніж 800 бомбардувальників (з них 125 «Стірлінгів») на Гамбург почалася операція «Гоморра». ППО міста було виключно потужним і складалося з сучасних зенітних артилерійських комплексів з широким використанням РЛС. О 00:15 усі РЛС виявлення і наведення, а також локатори нічних перехоплювачів були засвічувані на екранах. Коштовна та ретельно продумана система ППО перестала існувати. Королівські ПС вперше застосували як засіб придушення РЛС дипольні відбивачі з алюмінієвої фольги. Втрати британського Бомбардувального командування склали всього 12 літаків, або 1,5 % від тих, які взяли участь у нальоті. З ранку 25 липня операція «Гоморра» закінчилася — після двох нічних нальотів і одного денного Гамбург був перетворений на купи руїн. Вогняний вихор, який вирував усю ніч на 25 липня, забрав життя понад 50 000 мешканців міста.
В серпні 1943 року Стірлінги здійснили доволі невдалий наліт на Берлін, коли було втрачено 33 літака з 226. «Стірлінг» з гіршими характеристиками ніж «Ланкастери» і «Галіфакси» відставав від загальної групи і ставав легкою мішенню для винищувачів. Тому було вирішено поступово виводити їх з бойових частин.
На початку 1944 року німці прийняли на озброєння вдосконалені РЛС, що дозволяли їм проводити селекцію цілей на тлі хмар фольги. Нічні винищувальні ескадри переозброїли на якісно нові перехоплювачі «Юнкерс» Ju-88C і «Хейнкель» He 219. Втрати всіх типів англійських бомбардувальників знову зросли. У ніч на 30 березня 1944 року під час нальоту на Нюрнберг було збито 94 літаки з 795. Це змусило бомбардувальне командування припинити нічні повітряні рейди на Німеччину до кращих часів. «Стірлінги» вивели зі складу стройових частин як морально застарілі. 8 вересня 1944 року з них були скинуті останні бомби на стартові позиції літаків-снарядів V-1 у Північній Франції.
З кінця травня 1944 року «Стірлінги» застосовувалася для імітації нальотів на Німеччину. Подовгу маневруючи над Північним морем, вони змушували німців весь час тримати перехоплювачі в повітрі, що виснажувало запаси палива і сили німецьких пілотів. Крім того, літаки групи продовжували використовувати фольгу і придушувати бічні пелюстки розгорток німецьких РЛС раннього оповіщення за допомогою бортової системи РЕБ.
У 1943 році було вирішено переобладнати бомбардувальник у буксирувальник планерів. Для поліпшення льотних характеристик зняли носову і верхню турелі, до того ж носову закрили прозорим обтічником. Перший серійний «Стірлінг» Мк. IV (десантний) був зібраний у грудні 1943 року. З січня 1944 року шість ескадрилей 38-ї авіагрупи Королівських повітряних сил отримали новий літак і розпочали навчання буксирування планерів типу «Гамількар» або «Хорса» і скидання вантажів. Тренування чергувалися бойовими операціями з доставки в німецький тил спорядження для груп антифашистського опору.
Наступною великою операцією «Стірлінгів» стала висадка десанту в районі голландського міста Арнем увечері 16 вересня 1944 року. Ця висадка була фіналом ретельно спланованої операції по вторгненню британської 2-ї армії на територію Німеччини, в індустріальний район долини Рейну. Ключовим завданням британських десантників було захоплення мостів через Рейн. Десантування пройшло без перешкод, але парашутисти приземлилися в 11 кілометрах від мостів та несподівано були блоковані німецькою танковою дивізією. Британські та польські парашутисти протрималися близько тижня, хоча проти танків у них було тільки легке озброєння, а припаси, що скидались зі «Стірлінгів» нерідко потрапляли в руки гітлерівців. До вечора 24 вересня, останнього дня польотів в район «котла», було втрачено 64 «Стірлінги». Уночі 25 вересня опір розрізнених груп десанту було придушене.
24 березня 1945 року під час операції «Версіті» «Стірлінги» зі складу 38-ї авіагрупи відбуксирували в район міста Гаммінкельн на східному березі Рейну 143 планери «Хорса», де більшість планерів благополучно приземлилася у заданому районі. На цей раз десантникам вдалося впоратися із завданням. Союзні війська форсували Рейн.
Одна з останніх місій «Стірлінга» — доставка на батьківщину тисяч британських військовополонених. Польоти відбувалися з аеродромів Брюсселя і Праги. До березня 1946 року останні ескадрильї «Стірлінг» Мк.IV були розформовані, а літаки зняті з озброєння.

## Основні модифікації
«Стірлінг» Mk.I серії 1 — двигуни «Геркулес» III (1425 к.с; на перших 10 — «Геркулес» II, 1375 к.с). Бортове озброєння — 8 7,7-мм кулеметів «Браунінг» в трьох баштах: носові (2), нижні висувні (2) і хвостові (4). Максимальна маса бомбового навантаження — 6 340 кг. Екіпаж — 7 чол. Виготовлено 80 одиниць.
«Стірлінг» Mk.I серії 2 — замість нижньої башти встановлено 2 7,7-мм кулемети в бокових вікнах. Випускався з листопада 1941 року.
«Стірлінг» Mk.I серії 3 — двигуни «Геркулес» XI (1500 к. с.). Замість бортових кулеметів встановлена верхня башта з 2 7,7-мм кулеметами.

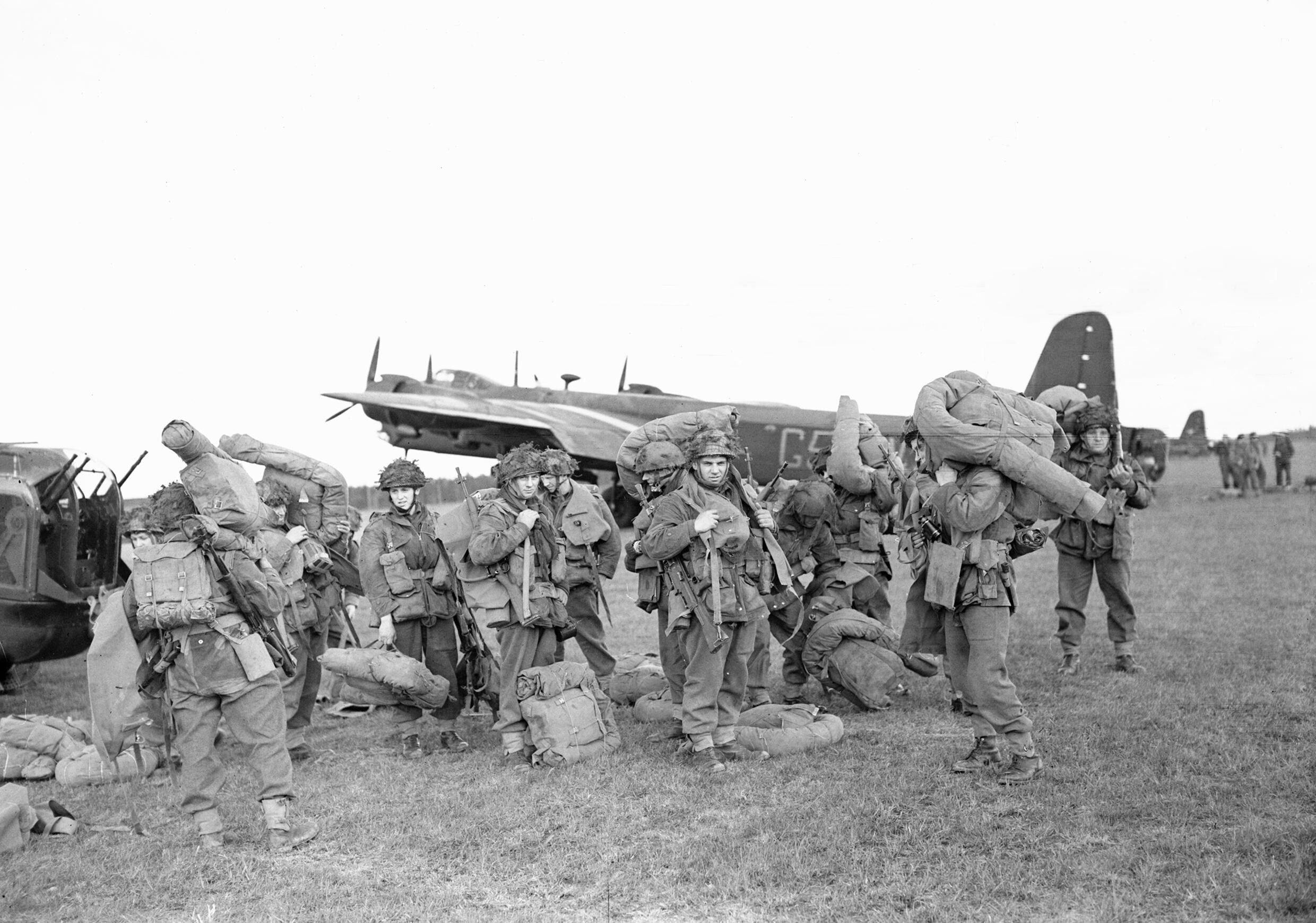
Британські десантники 1-ї повітряно-десантної дивізії висадились посадочним способом з бомбардувальників «Стірлінги» на аеродромі в Осло. Операція «Думсдей». Травень 1945

Загальний обсяг виробництва літаків «Стірлінг» Mk.I склав 720 одиниць.
«Стірлінг» Mk.II — двигуни «Райт» R-2600-A5B (1600 к. с.). Побудовано 3 літаки, від планів широкомасштабного виробництва в Канаді відмовилися.
«Стірлінг» Mk.III — двигуни «Геркулес» VI або XVI (1635 к. с.). Схема розміщення озброєння аналогічна Mk.I серії 3, але з досконалішими моделями верхньої і хвостової башт. З кінця 1942 року побудовано 1 036 машин.
«Стірлінг» Т Mk.IV — буксирувальник планерів на базі Mk.III. З озброєння збережена тільки кормова башта з 4 7,7-мм кулеметами. Екіпаж — 5 чол. З жовтня 1943 року переобладнано 143 Mk.III і побудований 461 новий Т Mk.IV.
«Стірлінг» Т Mk.V — неозброєний транспортно-десантний літак, що випускався з серпня 1944 до січня 1946 року. Побудований 161 літак.

## Тактико-технічні характеристики

Схематичне зображення важкого бомбардувальника «Шорт Стірлінг»

|                         | Mk.I серія 3            | Mk.III                   |
| ----------------------- | ----------------------- | ------------------------ |
| Довжина                 | 26,59 м                 | 26,59 м                  |
| Висота                  | 6,93 м                  | 6,93 м                   |
| Розмах крил             | 30,2 м                  | 30,2 м                   |
| Площа крил              | 135,78 м²               | 135,78 м²                |
| Маса пустого            | 19 187 кг               | 21 273 кг                |
| Максимальна злітна маса | 31 752 кг               | 31 752 кг                |
| Двигуни                 | 4 × Bristol Hercules XI | 4 × Bristol Hercules XVI |
| Потужність              | 4 × 1500 к. с.          | 4 × 1635 к.с.            |
| Максимальна швидкість   | 418 км/г                | 434 км/г                 |
| Операційна дальність    | 1190 км                 | 950 км                   |
| Максимальна дальність   | 3750 км                 | 3750 км                  |
| Практична стеля         | 5486 м                  | 4980 м                   |
| Швидкопідйомність       | 4 м/с                   | -                        |